# Reserva do Cabaçal
Reserva do Cabaçal är en kommun i Brasilien.   Den ligger i delstaten Mato Grosso, i den centrala delen av landet, 1 100 km väster om huvudstaden Brasília. Antalet invånare är 2 578.
Omgivningarna runt Reserva do Cabaçal är huvudsakligen savann. Runt Reserva do Cabaçal är det mycket glesbefolkat, med 7 invånare per kvadratkilometer.